# Dekanat Jastrzębie Górne
Dekanat Jastrzębie Górne – jeden z 37 dekanatów katolickich w archidiecezji katowickiej. Wydzielony z dekanatu Jastrzębie Zdrój, który obejmował parafie dawnych dekanatów żorskiego i wodzisławskiego
W jego skład wchodzą następujące parafie:

## Parafie
| Lp | Parafia                                                                              | Data powstania       | Proboszcz            | Adres                                                   | Zdjęcie |
| -- | ------------------------------------------------------------------------------------ | -------------------- | -------------------- | ------------------------------------------------------- | ------- |
| 1  | Jastrzębie-Zdrój – Jastrzębie Górne św. Katarzyny                                    | przed 1447           | ks. Stefan Wyleżałek | ul. św. Katarzyny 3 44-335 Jastrzębie Zdrój             |         |
| 2  | Jastrzębie-Zdrój – Szeroka Wszystkich Świętych                                       | przed 1447           | ks. Jerzy Wójcik     | ul. Powstańców Śląskich 109, 44-268 Jastrzębie Zdrój    |         |
| 3  | Jastrzębie-Zdrój – Bzie śś. Apostołów Piotra i Pawła                                 | przed 1342           | ks. Janusz Rudzki    | ul. Niepodległości 154, 44-336 Jastrzębie-Zdrój         |         |
| 4  | Jastrzębie-Zdrój Najświętszej Maryi Panny Matki Kościoła                             | 16 lipca 1979        | ks. Edward Nalepa    | ul. ks. Jerzego Popiełuszki 1A, 44-335 Jastrzębie-Zdrój |         |
| 5  | Jastrzębie-Zdrój Najświętszej Maryi Panny Matki Sprawiedliwości i Miłości Społecznej | 18 kwietnia 1984     | ks. Korneliusz Nóżka | ul. ks. Jana Twardowskiego 33, 44-330 Jastrzębie-Zdrój  |         |
| 6  | Jastrzębie-Zdrój Miłosierdzia Bożego                                                 | 19 sierpnia 1984     | ks. Michał Woliński  | ul. Piłsudskiego 62, 44-335 Jastrzębie-Zdrój            |         |
| 7  | Jastrzębie-Zdrój św. Brata Alberta                                                   | 16 czerwca 2004      | ks. Bogdan Kornek    | ul. Wielkopolska 20A, 44-335 Jastrzębie-Zdrój           |         |
| 8  | Jastrzębie-Zdrój Matki Bożej Częstochowskiej                                         | 18 października 2005 | ks. Antoni Stefański | ul. Szkolna 19, 44-335 Jastrzębie-Zdrój                 |         |